# Natação nos Jogos Pan-Americanos de 2003 - 200 m livre masculino
O evento dos 200 m livre masculino nos Jogos Pan-Americanos de 2003 foi realizado em 11 de agosto de 2003.

## Medalhistas
| Ouro   | TRI George Bovell  |
| Prata  | USA Dan Ketchum    |
| Bronze | BRA Rodrigo Castro |

## Records
| Recorde mundial       | Ian Thorpe (AUS)     | 1:44.06 | 25 de julho de 2001 | Fukuoka       |
| Recorde pan-americano | Gustavo Borges (BRA) | 1:48.49 | 12 de março de 1995 | Mar del Plata |

## Resultados
| Posição | Nadador                     | Eliminatórias | Eliminatórias | Final      |  |
| Posição | Nadador                     | Tempo         | Posição       | Tempo      |  |
| ------- | --------------------------- | ------------- | ------------- | ---------- |  |
| 1       | George Bovell (TRI)         | 1:51.00       | 2             | 1:48.90 NR |  |
| 2       | Dan Ketchum (USA)           | 1:51.09       | 3             | 1:49.34    |  |
| 3       | Rodrigo Castro (BRA)        | 1:50.68       | 1             | 1:49.55    |  |
| 4       | Jeff Lee (USA)              | 1:51.95       | 4             | 1:50.76    |  |
| 5       | Colin Russell (CAN)         | 1:52.10       | 5             | 1:51.39    |  |
| 6       | Giancarlo Zolezzi (CHI)     | 1:52.93       | 7             | 1:52.47    |  |
| 7       | Rafael Mósca (BRA)          | 1:52.97       | 8             | 1:52.60    |  |
| 8       | Brian Edey (CAN)            | 1:52.54       | 6             | 1:53.35    |  |
|         |                             |               |               |            |  |
| 9       | Damian Alleyne (BAR)        | 1:53.19       | 9             | 1:53.22    |  |
| 10      | Max Schnettler (CHI)        | 1:55.50       | 13            | 1:54.19    |  |
| 11      | Nicholas Bovell (TRI)       | 1:55.65       | 16            | 1:54.25    |  |
| 12      | Alejandro Siqueiros (MEX)   | 1:53.81       | 10            | 1:54.27    |  |
| 13      | Javier Díaz (MEX)           | 1:55.34       | 11            | 1:54.96    |  |
| 14      | Juan Pablo Valdivieso (PER) | 1:55.54       | 14            | 1:55.30    |  |
| 15      | Paul Kutscher (URU)         | 1:55.60       | 15            | 1:56.05    |  |
| 16      | Carlos Cánepa (PER)         | 1:56.62       | 18            | 1:56.95    |  |
|         |                             |               |               |            |  |
| 17      | Ronald Cowen (BER)          | 1:55.48 NR    | 12            |            |  |
| 18      | Bradley Ally (BAR)          | 1:56.41       | 18            |            |  |
| 19      | Shaune Fraser (CAY)         | 1:56.74       | 19            |            |  |
| 20      | Antonio Hernández (CUB)     | 1:57.77       | 20            |            |  |
| 21      | Chris Backhaus (DOM)        | 1:58.07       | 21            |            |  |
| 22      | Jorge Rodríguez (DOM)       | 1:58.35       | 22            |            |  |
| 23      | Vincent van Rutten (AHO)    | 1:58.84       | 23            |            |  |
| 24      | William Muriel (ECU)        | 1:58.87       | 24            |            |  |
| 25      | Carlos Meléndez (ESA)       | 1:59.41       | 25            |            |  |
| 26      | Kieran Locke (ISV)          | 1:59.49       | 26            |            |  |